# Fluorid ytterbitý
Fluorid ytterbitý je anorganická sloučenina s chemickým vzorcem YbF3.

## Příprava
Fluorid ytterbitý může být připraven reakcí oxidu ytterbitého s fluorovodíkem:
Yb2O3 + 6 HF → 2 YbF3 + 3 H2O
Je také možné jej vyrobit reakcí kyseliny fluorovodíkové s chloridem ytterbitým.

## Vlastnosti
Stejně jako ostatní sloučeniny ytterbia je fluorid ytterbitý nevýrazná bílá sloučenina. Při pokojové teplotě je struktura fluoridu ytterbitého ortorombická s prostorovou grupou Pnma (Prostorová grupa číslo 62).